# Lynderupgaard
Lynderupgaard er en vesthimmerlandsk herregård beliggende i Lynderup Sogn, Viborg Amt. Hovedbygningen, bestående af tre fløje i to etager, der i form af et stort U åbner sig mod syd, er omkranset af voldgrave. Tilhørte Viborg Stift indtil Reformationen.
Den ældste bygning er Stenhuset som kan dateres tilbage til 1300-tallet. Nordfløjen, opført i bindingsværk, er bygget kort tid efter, mens den sidste del af vestfløjen er fra omkring år 1700; Bygningen er fredet.
Slægterne Skram og Rosenkrantz var blandt de første ejere af Lynderupgaard fra 1582 til 1601. En anden tidlig ejer var Verner Parsberg, der ejede godset fra 1607 til sin død i 1643. Hans navn står at finde nederst på den smukt forarbejdede renæssance-altertavle i Lynderup Kirke. Inskriptionen flankeres af Verner Parsbergs og hans hustru Agathe Seefeld’s våben med forbogstaverne W.P. og A.S.
Jens Reenberg var ejer af Lynderupgaard fra begyndelsen af 1700-tallet. Han skænkede kirkens nuværende klokke, der blev støbt af klokkestøber Carpar Kønic, Viborg.
Fra omkring 1743 til 1763 var godsejer Johannes Juulson og hans hustru Maria Catharina Poulson ejere af Lynderupgaard, og tårnrummet i kirken fungerede helt frem til begyndelsen af dette århundrede som kapel for Juulson-familien.
Lynderupgaard kom ligesom godset Lerkenfeld i Kieldsen-slægtens besiddelse i 1800-tallet, da Jens og Kield Kieldsen erhvervede den i 1828. Kield Kieldsen overtog den i 1840, og herefter ejedes Lynderupgaard af Ane Margrethe Kieldsen (fra 1864), Jens Kieldsen (fra 1895), Kield Kieldsen (fra 1933), Jens Kieldsen (fra 1947). I 1981 solgte Kield Kieldsen til Hans Peter Egeskov, der igen i 1988 solgte til Ole Philipsen. Kirsten og Ove Glerup købte Lynderupgaard i 1995, og solgte i 2022.
Godset råder i dag over ca. 750 hektar jord.

## Ejere af Lynderupgaard
- (1404-1536) – Viborg Bispestol
- (1536-1544) – Kronen
- (1544-1565) – Christoffer Rosenkrantz
- (1565-1571) – Stygge Rosenkrantz
- (1571-1581) – Marine Lauridsdatter Knob
- (1581-1582) – Kirstine Styggesdatter Rosenkrantz
- (1582-1597) – Niels Skram
- (1597-1601) – Elsebe Nielsdatter Skram
- (1601-1607) – Eske Bille
- (1607) – Elesebe Nielsdatter Skram
- (1607-1646) – Verner Parsberg
- (1646-1662) – Niels Vernersen Parsberg
- (1662-1667) – Eggert Abildgaard
- (1667) – Peder Lassen / Claus Christensen Reenberg
- (1667-1671) – Claus Christensen Reenberg
- (1671-1677) – Enke Fru Mette Reenberg
- (1677-1733) – Jens Clausen Reenberg
- (1733-1735) – Jens Clausen Reenbergs dødsbo
- (1735-1744) – Niels Poulsen
- (1744-1750) – Johannes Frederik Juulson
- (1750-1755) – Marie Johannesdatter Juulson
- (1755-1760) – Magdalena Cathrine Juulson
- (1760-1763) – Hans Henrik de Lichtenberg
- (1763-1777) – Malte Christian Friis
- (1777-1779) – Ole Christian Secher
- (1779-1780) – Mette Marie Maltesdatter Friis
- (1780-1803) – Mogens Lottrup
- (1803-1821) – Mette Marie Maltesdatter Friis
- (1821-1828) – Jens Lund / Holm / Brendstrup
- (1828-1840) – Kield Kieldsen / Jens Kieldsen
- (1840-1864) – Kield Kieldsen
- (1864-1867) – Anna Margrethe Mikkelsdatter Kieldsen
- (1867-1871) – Mikkel Kieldsen
- (1871-1872) – Anna Margrethe Mikkelsdatter Kieldsen
- (1872-1908) – Jens Kieldsen
- (1908-1933) – Kield Kieldsen
- (1933-1947) – Jens Kieldsen
- (1947-1981) – Kield Kieldsen
- (1981-1988) – Hans Peter Egeskov
- (1988-1995) – Ole Philipsen
- (1995-2022) – Kirsten Glerup / Ove Glerup